# Ceratolejeunea malleigera
Ceratolejeunea malleigera là một loài Rêu trong họ Lejeuneaceae. Loài này được (Spruce) Steph. mô tả khoa học đầu tiên năm 1913.